# Too Old to Die Young
Pour l’article homonyme, voir Too Old to Die Young (série télévisée).
Albums de Bastian Baker
Tomorrow May Not Be Better
(2011)
Singles
1. 79 Clinton Street
Sortie : 21 juin 2013
2. Follow The Wind
Sortie : 5 novembre 2013

Too Old To Die Young est le deuxième album studio du chanteur suisse Bastian Baker. Certifié disque de platine en Suisse en octobre 2014.

## Singles
- Le premier single, 79 Clinton Street, est sorti le 21 juin 2013 en Suisse. Le clip a été tourné à New York.
- Le deuxième single, Follow The Wind, est sorti le 5 novembre 2013 en même temps que le clip qui a été tourné à Lausanne.

## Liste des titres
1. 79 Clinton Street
2. You're The One
3. Follow The Wind
4. Bewitched (feat. Rootwords)
5. One Last Time
6. Dirty Thirty
7. Kids Off The Streets
8. Never In Your Town
9. Prime
10. Earrings On A Table
11. Song For E.V.
12. Give Me Your Heart

Deluxe Edition
1. One Last Time (Live Acoustic Version)
2. I Won't Cry
3. Come Home